# NGC 460
NGC 460 ist ein offener Sternhaufen in der kleinen Magellanschen Wolke im Sternbild Tukan, welcher mit einem H-II-Gebiet assoziiert. NGC 460 wurde am 11. April 1834 von dem britischen Astronomen John Frederick William Herschel entdeckt.